# Saint-Cyr-la-Rosière
Saint-Cyr-la-Rosière är en kommun i departementet Orne i regionen Normandie i nordvästra Frankrike. Kommunen ligger i kantonen Nocé som tillhör arrondissementet Mortagne-au-Perche. År 2022 hade Saint-Cyr-la-Rosière 234 invånare.

## Befolkningsutveckling
Antalet invånare i kommunen Saint-Cyr-la-Rosière
| Referens: INSEE |